# Øystein Sevåg
Øystein Sevåg (Bærum, 19 de março de 1957) é um compositor e músico de música clássica e do mundo norueguês.

## Biografia
Øystein Sevåg nasceu na comuna de Bærum, no condado de Akershus perto de Oslo, capital da Noruega em 1957. Começou a ter aulas de piano a partir dos cinco anos de idade. Como um adolescente, ele tocava baixo em uma banda de rock, mas voltou às suas raízes clássicas na hora de estudar piano, flauta e composição em um privado Conservatório de Música em Oslo; na década de 1980, no entanto, Sevåg ficou fascinado com as possibilidades oferecidas pelo desenvolvimento do sintetizador, e ele mergulhou na música eletrônica com a seu auto-lançado LP de estréia em 1989, Close Your Eyes and See.
O produto de cinco anos no estúdio, o álbum se arrastou lentamente em gráficos de Nova Era da Billboard nos Estados Unidos, e Sevåg desembarcou na etiqueta Windham Hill Records para o projeto em 1993 de Link. Ele voltou dois anos depois, com a Global House, um recorde que reflete um interesse recente em sons acústicos e texturas worldbeat, incluindo didgeridoo e quarteto de cordas; o ambiente do álbum Visual teve uam colaboração do o guitarrista Lakki Patey, seguindo em 1996. Assinando com a Hearts of Space Records, Sevåg ressurgiu em 1997 com o aclamado Bridge, agora incluindo a Orquestra Philharmonia (Londres), vencedora do prêmio Indie Award nos Estados Unidos para a melhor gravação de nova era do ano.
De 1999 a 2005, ele viveu em Freiburg, sul da Alemanha, onde, entre outras coisas tem vindo a trabalhar com a terapia de música, juntamente com Maria Sevåg e a psicóloga Katharina Martin.
Em abril de 2005, o novo álbum de Sevåg Caravan foi lançado, 8 anos depois de seu álbum anterior Bridge. O novo material foi apresentado em um concerto em Oslo, em março. Em junho uma de suas novas composições na área clássica - um trio de cordas - teve a sua primeira apresentação no festival de música Casa di Mezzo na ilha de Creta, na Grécia, e em abril de 2006, em Madrid. Em outubro de 2005 ele teve dois shows na Noruega com sua "Global House Band" - seguido por dez pequenos concertos a solo no mausoléu Vigeland, em Oslo.
Na Primavera de 2006, Øystein Sevåg mudou-se para Oslo. Ele produziu com o cantautor dos Eliskir, o álbum Earthly Things, lançado em 2007. Seu mais recente álbum Based on a True Story, foi lançado em 2007. Em fevereiro de 2006, ele conheceu o cantautor Benedicte Torget, e trabalhou com ele como co-produtor, arranjador e pianista em seu álbum de estréia After a Day of Rain, lançado em agosto de 2008.
Em abril de 2010 ele lançou seu álbum de estúdio The Red Album colaborando com Peter Wettre, Bendik Hofseth, Andreas Bye, Paolo Vinaccia, Ole Marius Melhuus, Zotora Nygard, Sara Övinge, Audun Erlien e Eivind Aarset.
Em março de 2012 Øystein Sevåg lançou álbum Space For a Crowded World - como mencionado em seu site oficial, o "ambiente deste álbum é mais 'Visual'".

## Discografia

### Álbuns
- 1983: Windflowers
- 1989: Close Your Eyes and See
- 1993: Link
- 1994: Visual
- 1995: Global House
- 1997: Bridge (Hearts of Space Records)[2]
- 2005: Caravan
- 2007: Based on a True Story
- 2010: The Red Album
- 2012: Space For a Crowded World
- 2014: Karin Boye sånger (Benedicte Torget / Øystein Sevåg)

### Compilações
- 1999: Pearl Collection
- 1999: Private Collection
- 2001: Early Works
- 2002: Amor Fati

### Colaborações
- 1996: Visual com Lakki Patey
- 2003: Amor Fati com Kristin Flood - Versão em Língua inglesa e Língua norueguesa
- 2007: Eliksir: Earthly Things - produtor
- 2008: Benedicte Torget: After a Day of Rain - coprodutor, pianista, arranjador
- 2011: Anette Askvik: Liberty - produtor, pianista, arranjador